# AITEX
El Instituto Tecnológico Textil AITEX, es un centro tecnológico dedicado a la investigación en los ámbitos del conocimiento de la ciencia y la tecnología que tengan aplicación en la industria textil.
Es una asociación privada sin ánimo de lucro, integrada por empresas textiles y afines, con el objetivo principal de mejorar la competitividad del sector y ofrecer a la sociedad soluciones de base textil que contribuyan a la mejora del bienestar, la salud y la calidad de vida de las personas. 
La denominación comúnmente utilizada es AITEX por ser el acrónimo de "Asociación de Investigación de la Industria Textil. Se constituye en el año 1985 por iniciativa de la Generalidad Valenciana, a través del Instituto de la Pequeña y Mediana Industria de la Generalidad Valenciana (IMPIVA). Su Presidente fundador fue D. Ricardo Cardona Salvador que ejerció hasta el año 1992. Fue "Conseller" de Honor D. Rafael Terol Aznar desde el 1992 hasta 2009.
La sede central se emplaza en Alcoy, ciudad alicantina de tradición industrial y textil, pero dispone, además, de dos Unidades Técnicas, una de ellas en el Parque Tecnológico de Valencia, y la otra en Onteniente desde donde se ofrece soporte a estas áreas industriales. En el plan internacional, también dispone de delegaciones en China, India Y Pakistán. 
El Instituto trabaja en diversas áreas de conocimiento, entre las que destacan los textiles inteligentes y funcionales, el confort textil, las aplicaciones de la biotecnología en los procesos textiles y la nanotecnología aplicada al desarrollo de materiales textiles, nuevos procesos textiles, soluciones textiles para áreas como la sanitaria, la protección personal y la seguridad.
AITEX edita desde el año 2000 una publicación llamada AITEX Review, una publicación cuatrimestral que recoge las innovaciones y la actualidad técnica y científica que se aplica en el sector textil.
AITEX creó en el año 2005 el sello Made in Green, una certificación que garantiza que los productos no tienen sustancias nocivas para la salud y que en su elaboración se ha respectado el medio ambiente y los derechos universales de los trabajadores.